# Anna Maria Cecchi
Anna Maria Cecchi (* 24. April 1943 in Triest; † 21. Mai 2021) war eine italienische Schwimmerin.

## Biografie
Anna Maria Cecchi nahm bereits 1957 an ihrem ersten internationalen Schwimmwettkampf teil. Im Alter von 17 Jahren startete sie bei den Olympischen Sommerspielen 1960 in Rom. Über 100 Meter Schmetterling belegte sie den 25. Rang. In der 4 × 100-m-Freistilstaffel wurde sie Siebte. Bei ihrer zweiten Olympiateilnahme 1964 in Tokio belegte Cecchi den 12. Platz über 100 Meter Schmetterling. Zudem startete Cecchi bei zwei Schwimmeuropameisterschaften.
Auf nationaler Ebene gewann Cecchi mehrere Meistertitel und stellte über 100 m Schmetterling und 400 m Freistil neue Landesrekorde auf.
Nach ihrer aktiven Karriere wurde Cecchi Trainerin in Mantova und Triest. Einige ihrer Athletinnen wurden in den Nationalkader berufen.